# Polski Związek Skata
Polski Związek Skata (PZSkat) – związek gry karcianej skat, który reguluje przepisy oraz organizację turniejów skata na terenie Polski. W jego skład wchodzą 4 ligi. Głównymi zadaniami związku jest organizacja rozgrywek ligowych, Drużynowego Pucharu Polski, Grand Prix Polski oraz Indywidualnego Pucharu Polski, ale też promowanie ujednolicenia reguł gry w skata do jego międzynarodowych zasad. Prezesem związku jest Krzysztof Kołodziejczyk.

## Okręgi
W skład Polskiego Związku Skata wchodzą okręgi:
1. Katowice. Prezes: Piotr Czypionka.
2. Tychy. Prezes: Krzysztof Kołodziejczyk.
3. Rybnik. Prezes: Stanisław Niemiec.
4. Zabrze. Prezese: Janusz Papkala.
5. Opolski Związek Skata. Prezes: Paweł Kiszka.
6. OZSkat Śląsk-Południe. Prezes: Alojzy Huwer.
7. Wielkopolsko-kujawsko-Pomorski. Prezes: Edward Bianga.
8. Pomorsko-Kaszubski. Prezes: Stefan Szczypior.
9. Miasto Tychy. Prezes: Andrzej Molenda.